# Fukomys foxi
Fukomys foxi is een zoogdier uit de familie van de molratten (Bathyergidae). De wetenschappelijke naam van de soort werd voor het eerst geldig gepubliceerd door Thomas in 1911.

## Voorkomen
De soort komt voor in het midden van Nigeria.